# Melanagromyza ghanensis
Melanagromyza ghanensis este o specie de muște din genul Melanagromyza, familia Agromyzidae, descrisă de Spencer în anul 1965.
Este endemică în Ghana. Conform Catalogue of Life specia Melanagromyza ghanensis nu are subspecii cunoscute.